# NGC 7487
NGC 7487 ist eine elliptische Galaxie vom Hubble-Typ E-S0 im Sternbild Pegasus. Sie ist schätzungsweise 435 Millionen Lichtjahre von der Milchstraße entfernt.
Das Objekt wurde am 3. August 1886 von Lewis Swift entdeckt.